# Национална хокејашка лига
Национална хокејашка лига (НХЛ; енгл. National Hockey League, NHL; фр. Ligue nationale de hockey, LNH) је професионална организација у хокеју на леду коју тренутно чини 32 клуба, од којих је 7 из Канаде и 25 из САД. Седиште лиге је у Њујорку (САД). НХЛ лига се сматра најјачом професионалном хокејашком лигом на свету, и једном од највећих професионалних спортских асоцијација на територији Англоамерике. Екипа која освоји првенство традиционално добија трофеј Стенли купа који је најстарији спортски трофеј који се додељује у професионалном спорту на територији Северне Америке.
Лига је основана 26. новембра 1917. године у Монтреалу као наследник Националне хокејашке асоцијације (НХА) која је основана 8 година раније. Од почетна 4 тима колико се такмичило 1917. године, лига је из године у годину напредовала и ширила се до 32 франшизе колико је данас активно у такмичењу. Током сезоне 2008/09. забележени су највећи приходи у историји лиге, од спонзора, ТВ права и продатих улазница за мечеве.
Најбољи светски хокејаши играју у тимовима НХЛ лиге, а тренутно у лиги учествују играчи из преко 20 земаља широм света. Иако су канадски играчи традиционално чинили играчку основу у већини клубова, у последње три деценије нагло је порастао број америчких и европских професионалних хокејаша у лиги.

## Историја
Претеча Националне хокејашке лиге (НХЛ) била је Национална хокејашка асоцијација (НХА) која је основана 1909. године и окупљала је канадске тимове из Кебека и Онтарија. Ово је уједно била и најстарија професионална организација у хокеју на леду. Постојала је до 1917. године и у њеним оквирима је битисало 5 клубова.

### Почеци НХЛ-а
Током 1916. године дошло је до великих несугласица између власника тимова који су се такмичили у НХА лиги, а посебно су биле изразите несугласице између власника Торонто Блуширтса Едија Ливингстона и власника остала 4 клуба (Канадијанса, Вондерерса, Сенаторса и Булдогса). Ливингстон је оптужен да је користио недостатке у статуту асоцијације у корист свог тима, те да је уцењивао поједине играче да не играју за ривалске тимове. Власници 4 оштећена клуба су се окупили у монтреалском хотелу Виндзор крајем новембра 1917. да би расправљали о будућности такмичења. Увидевши да према статуту НХА не постоји начин да се Ливингстон „изгура“ из асоцијације, одлучено је да 4 клуба суспендују своје чланство у НХА 26. новембра 1917. и да истог дана оснују властиту Националну хокејашку лигу (НХЛ). Екипа Кебек булдогса, иако члан новоформиране лиге, није била у могућности да се такмичи у новој лиги јер је већина играча тог тима била уједно и део 228 батаљона који је учествовао у биткама у Првом светском рату. Да би се решио изненадни проблем, а број тимова поново вратио на 4, челници НХЛ лиге су потписали уговор са играчима Торонто Блуширтса који је требало да се такмиче у оквиру новог клуба по имену Торонто Аренас.

Ми нисмо бојкотовали Едија Ливингстона (власник Блуширтса) у управном одбору. То не би било ни поштено, али ни спортски. Ми смо једноставно одлучили да поднесемо оставке, и пожелели смо њему и његовој НХА франшизи срећу и успех у будућем раду.

 Власник Монтреал вондерерса Сем Лихтенхајм, у интервјуу спортском новинару Елмеру Фергусону
Већ три недеље касније почело је такмичење у првој сезони НХЛ лиге (сезона 1917/18) са укупно 4 клуба. Прва утакмица одиграна је 19. децембра 1917. године између Канадијанса и Сенаторса, а играчка звезда премијерне утакмице (а касније и целе прве сезоне) био је Џо Малоун који је постигао 5 погодака у победи Канадијенса од 7:4. Малоун је сезону 1917/18 завршио са невероватна 44 поготка у 20 одиграних утакмица. Међутим наставак такмичења у премијерној сезони је доведен у питање већ у јануару 1918. након што је у великом пожару до темеља изгорела Монтреалска хокејашка арена у којој су своје утакмице играли Канадијанси и Вондерерси. Екипа Вондерерса је због тога била принуђена да одустане од даљег такмичења, тако да је премијерна сезона ипак окончана са 3 учесника. Екипа Кебека се вратила у такмичење 1919. године.
Екипа Торонта је освојила прву титулу у НХЛ лиги и тако добила право да се бори за трофеј Стенли купа. Из двобоја са победником Пацифичке хокејашке асоцијације (ПЦХА) екипом Ванкувер милионерса Аренаси су изашли као победници и тако освојили Стенли куп за сезону 1918. Екипа Канадијанса је освојила и наредно првенство 1919. године, али не и Стенли куп јер су финални мечеви против Сијетл метрополитанса отказани због епидемије шпанске грипе од које је оболела већина играча из Монтреала, а одбрамбени играч Џо Хол је преминуо. До прве титуле Стенли купа у НХЛ-у тим из Монтреала је дошао 1924. године победивши у финалној серији екипу Калгари тајгерса (победника Западноканадске хокејашке лиге WCHL). Иако је екипа Хамилтон тајгерса (1920. пресељени из Отаве) освојила лигашки део такмичења у сезони 1924/25 свој наступ у финалној серији условили су додатним бонусом од C$200. Управа лиге је одбила тај захтев Тајгерса, па су Канадијанси дошли до НХЛ титуле без борбе (у полуфиналу елиминисали Торонто Сент Патрикс). У утакмици за Стенли куп, Монтреал је поражен с 3:1 од Викторија кугарса, и то је био последњи пут у историји америчког хокеја да је један тим који није члан НХЛ освојио тај трофеј. Трофеј Стенли купа је постао службени трофеј победника НХЛ лиге 1926. године након што је  асоцијација престала да постоји.
Прво велико ширење лиге догодило се током 1920-их година. Године 1924. чланови НХЛ лиге постале су екипе Монтреал марунса и Бостон бруинса. Бруинси су тако постали прва америчка екипа у НХЛ лиги а Марунси су наступали у новоизграђеној дворани коју ће у каснијим годинама прославити Канадијанси. Већ наредне године у лигу су се укључиле и екипе Њујорк америкенса (куповином имовине Хамилтон тајгерса) и Питсбург пајратса. Колико је власник њујоршког Медисон сквер гардена, Текс Рикард био фасциниран популарношћу „Американаца“ најбоље говори податак да је већ 1926. године основао властити клуб Њујоршке ренџерџе, који су исте године прикључени НХЛ лиги. Након што је управа НХЛ лиге купила имовину и лиценце клубова из WCHL асоцијације лиги су се прикључиле и екипе Чикаго блекхокса и Детроит кугарса (касније Ред вингси). Кон Смит је купио екипу Торонто Сент Патрика 1927. године и преименовао тим у Торонто мејпл лифси и већ 1931. изградио велику хокејашку дворану Мејпл лифс гарден.
Велика економска криза која је задесила САД током 1930-их година и Други светски рат негативно су се одразили и на саму НХЛ лигу. Многи тимови су расформирани или суспендовали свој рад, а многи су пресељени. Тако су на једну сезону Пајратси постали Питсбург квекери 1930. а Сенаторси Сент Луис иглси 1934. Канадијанси као најуспешнији тим до тада у лиги су били 1936. на корак од продаје и пресељења у Кливленд али су у задњи тренутак „спашени“ куповином од стране локалног трија бизнисмена и тако остали у Монтреалу. Екипа Марунса је суспендовала свој рад 1938. године а иста судбина задесила је и „Американсе“ 1942. који су због недостатка играча морали да одустану од наступа те сезоне (и никада нису обновили всој рад). Број екипа у лиги је смањен на свега 6 у сезони 19642/43 (Бостон бруинси, Чикаго блек хокси, Дитроит ред вингси, Монтреал канадијенси, Њујорк ренџерси и Торонто мејпл лифси). Ових 6 тимова су били једини учесници НХЛ лиге у наредних 25 година, а тај период је остао познат под именом „Оригинална шесторка“ (енгл. Original Six).
Први меч свих звезда НХЛ лиге (енгл. NHL All-Star Game) одигран је 1934. године у част хокејаша Ејса Бејлија који је годину дана раније окончао каријеру након готово убилачког старта са леђа на њега од стране Едија Шора. Наредни ол-стар меч одигран је 1937. као подршка породици играча Ховија Моренза који је преминуо од коронарне емболије након тешке повреде на утакмици. Његов клупски колега Орел Жолија је једном приликом изјавио да је Моренз умро „сломљеног срца“ након што је сазнао да више никада неће моћи да игра хокеј. Морис Ришар је постао први играч који је постигао 50 погодака током сезоне у којој је одиграно 50 утакмица (1945). Екипа Канадијанса је у периоду од 1956. до 1960. освојила 5 узастопних НХЛ титула, што је рекорд који никада није оборен. Први тамнопути играч у НХЛ лиги био је хокејаш Бостон бруинса Вили О'Ри чијим наступом од 18. јануара 1958. је срушена расна баријера међу НХЛ играчима (до тада су сви играчи били искључиво белци).

### НХЛ између 1960. и 1990.
Током 1960-их година лига је постигла велики напредак када су електронски медији у питању, потписивањем бројних уговора о директним преносима утакмица са водећим телевизијама широм континента. Крајем 60-их појавиле су се и ривалске организације које су имале сличне амбиције као и НХЛ. Западна хокејашка лига (WHL) чији циљ је било укључење у борбу за Стенлијев трофеј није заживела, али зато јесте Светска хокејашка асоцијација (WHA) која је у такмичарском смислу постала велики ривал НХЛ организацији све до свог гашења 1979. године.
Борба за тржиште и примат у хокејашком свету довела је до ширења лиге, па се тако у сезони 1967/68 број екипа удвостручио. Чланови лиге су постали Лос Анђелес кингси, Минесота норт старси, Филаделфија флајерси, Питсбург пенгвинси, Калифорнија силси и Сент Луис блуз. Канађани су међутим били разочарани чињеницом да је свих 6 нових клубова са територије САД а као одговор на то у лигу су 1970. укључени канадски Ванкувер канакси и Бафало сејберси (град је на граници обе државе). Њујорк ајландерси и Атланта флејмси су прикључени лиги 1972. године а две године касније и Вашингтон капиталси и Канзас Сити скаутси чиме је број тимова у лиги повећан на 18.
Оснивањем  асоцијације 1972. године почела је и битка за играче између две ривалске хокејашке организације. Већ током прве сезоне 1972/73 чак 67 играча из НХЛ тимова је прешло у ривалску лигу за, за то време огромне суме новца. Највреднији уговор је потписао Боби Хал који се за 2,5 милиона америчких долара обавезао на верност екипи Винипег џетса што је била рекордна вредност уговора у хокеју у то време. Сукоби који су трајали између две лиге наредних седам година негативно су се одразили на оба такмичења, посебно у економском погледу. Године 1979. потписан је историјски уговор између НХЛ и WHA асоцијације по коме се НХЛ обавезао да ће у своје оквире примити клубове који су се такмичили у WHA лиги која је престала да постоји. Сходно споразуму из 1979. чланови НХЛ су постали Едмонтон ојлерси, Хартфорд вилерси и Кебек нордикси.
Осамдесете године НХЛ-а својим играма обележио је Вејн Грецки који се прикључио екипи Ојлерса у сезони 1979/80. Предвођени Грецким, Ојлерси су освојили 4 Стенли купа (1984, 1985, 1987 и 1988) а сам Грецки је остао упамћен по својим рекордима по броју постигнутих голова (92 гола 1981/82), асистенција (163 у сезони 1985/86) и освојених поена (215 у сезони 1985/86) током једне сезоне.
Његов трејд у Кингсе 1988. године за последицу је имао невероватан раст популарности НХЛ-а на територији САД који је довео током 90-их до новог таласа проширења (Сан Хозе шаркси, Тампа беј лајтнингси, Отава сенаторси, Анахајм дакси, Флорида пантерси, Нешвил предаторси, Атланта трешерси, Минесота вајлдси и Коламбус блу џакетси).

### НХЛ локаути и последице
Због штрајка играча НХЛ лига је три пута прекидала са такмичењима (енгл. Lockout) у периоду између 1992. и 2005. године.
Први штрајк који је покренула асоцијација НХЛ играча (NHLPA) десио се у априлу 1992. а успешно је окончан након десет дана преговора са управом лиге. До новог локаута дошло је већ две године касније, на почетку сезоне 1994/95. Почетак сезоне каснио је више од три месеца (од 1. октобра до 11. јануара), а број утакмица у тој сезони је смањен са 84 на 48 и играле су се само утакмице унутар исте конференције. Као резултат локаута уследило је потписивање колективног уговора између управе лиге и асоцијације играча. Овај уговор је допуњен 1998. године и важио је до 15. септембра 2005. године.
Пошто по истеку постојећег уговора није постигнут нови договор између управе лиге и синдиката играча, 15. септембра 2004. проглашен је нови локаут од стране играча, а све утакмице су одгођене до даљег. Локаут је трајао пуних 310 дана (најдуже у историји професионалног спорта) због чега је цела НХЛ сезона пропуштена (сезона 2004/05). Синдикат играча је тражио више средстава од управе лиге за осигурања, а нови колективни уговор је ратификован у јулу 2005. на рок од 6 година са могућношћу продужења на још једну годину по истеку уговора. Потписивање новог колективног уговора омогућило је почетак нове сезоне 2005/06.
Прва сезона после једногодишње паузе почела је 5. октобра 2005. а на лед је већ првог дана изашло свих 30 екипа, што је незабележено у историји лиге. Једногодишња пауза се позитивно одразила и на посећеност утакмицама у новој сезони, тако да је сезона 2005/06 остала запамћена по рекордној гледаности утакмица у историји лиге. Утакмице у тој сезони је уживо пратило укупно 20.854.169 гледалаца или 16.960 гледалаца по утакмици, што је повећање за 1,2% у односу на рекорд из сезоне 2001/02. Највећу посећеност забележили су сви канадски тимови (посећеност од 98%) док су екипе Канадијанса, Флејмса, Аваланча, Вајлдса, Лајтнингса и Канакса распродале све сезонске улазнице. Највећи раст посећености утакмица (али и тв преноса) од 33% остварила је екипа Питсбурга, понајвише захваљујући новом хокејашком чуду у лику првог пика на драфту, 18-о годишњака Сиднија Крозбија.
Од сезоне 2007/08 уведен је такозвани Зимски класик (енгл. NHL Winter Classic), односно утакмица регуларног дела сезоне која се игра на отвореном сваког 1. јануара. Први зимски класик одржан је 1. јануара 2008. у Њујорку пред 71.000 гледалаца између Бафала и Питсбурга, а славили су Пенгвинси бољим извођењем пенала са 2:1 (победнички гол постигао је Сидни Крозби). Због великог успеха овог догађаја, зимски класик је постао традиција у оквиру регуларног дела сезоне НХЛ лиге.

## Правила игре

### Трајање утакмице
Свака утакмица НХЛ лиге се одвија између два тима у трајању од укупно 60 минута. Утакмица је подељена на три периода (трећине) у трајању од по 20 минута, а трајање паузе између две трећине је 15,30 минута, односно 17 минута уколико пренос меча ради национална телевизија. Рекламне паузе за ТВ куће које раде пренос меча су на првом прекиду након 6, 10 или 14. минута од почетка сваког периода, изузев уколико је прекид у наведеном термину резултат постигнутог поготка неке од екипа, односно уколико неки од тимова има предност играча више (енгл. power play) у том тренутку. У наведеним ситуацијама рекламни блок иде у току првог прекида након постигнутог гола, односно истека пауер плеја. Такође према новим правилима из сезоне 2007/08 уколико је до прекида дошло због ајсинга (енгл. icing) није допуштена рекламна ТВ пауза. То правило је уведено да би се спречили играчи да праве паузе у тренуцима када измене нису дозвољене.
Након 60 минута екипа која је постигла више погодака је победник утакмице. Уколико је резултат нерешен након 60 минута игра се продужетак. У регуларном делу сезоне продужетак траје 5 минута, и игра се системом 4 против 4 све док једна од екипа не постигне погодак (правило златног гола). Прва екипа која постигне погодак је победник и меч се аутоматски прекида. До сезоне 2005/06 важило је правило да уколико и након продужетка нема победника утакмица се региструје нерешеним резултатом.
Од сезоне 2005/06 не постоји нерешен резултат, већ се уколико је резултат након продужетка нерешен изводе пенали (казнени ударци). По три играча сваког тима изводе пенале, а победник је она екипа која постигне више погодака. Уколико је резултат након три пенал серије и даље нерешен, извођење казнених удараца даље се наставља по систему златног гола. Екипи која осигура победу након извођења пенала дописује се један погодак на број голова пре извођења казнених удараца.
Током доигравања се не изводе пенали након продужетака. У доигравању трајање продужетка је 20 минута, игра се системом 5 на 5 све док један тим не постигне погодак. Теоријски то значи да утакмица може да траје неограничено дуго временски, али у пракси никада се није десило да је једна утакмица трајала више од 6 продужетака. У досадашњој НХЛ историји свега 4 утакмице су окончане у 5. продужетку, а 2 у шестом. Током доигравања нису дозвољене рекламне паузе у продужецима за ТВ станице током прекида, а прва пауза након половине првог продужетка се користи само за глачање ледене површине.
Према правилима НХЛ и ИИХФ, у регуларном делу сезоне важи следећи систем бодовања:
- 2 бода - победа;
- 1 бод - пораз након продужетка или извођења казнених удараца;
- 0 бодова - пораз након регуларних 60 минута.

### Терен за игру
Утакмице НХЛ лиге играју се на клизалишту правоугаоног облика са заобљеним угловима, а сам терен је окружен заштитном оградом од плексигласа. Ширина ледене површине је 25,91 м а дужина 60,92 метра што је у складу са правилима ИИХФ по којима се ширина терена креће између 25 и 26 м, а дужина од 60 до 61 метар. Централна линија које је црвене боје (дебљине 30 cm) дели терен на две половине и користи се за одређивање прекршаја забрањеног испуцавања (ајсинг). Постоје и две плаве линије које деле терен за игру на три зоне, тако да свака екипа има одбрамбену, неутралну и нападачку зону и обрнуто. У равни са гол-линијом постоје две тање црвене линије (по једна са сваке стране терена) помоћу којих судије досуђују да ли је постигнут погодак (да ли је пак прешао гол-линију), односно да ли је дошло до забрањеног испуцавања.
Иза сваког гола налази се трапезоидна површина (уведене од сезоне 2005/06). Иза гол-линије, голман сме да игра паком само у том трапезоидном подручју, у противном голман добија казну искључења на два минута због одуговлачења игре.
Црвене тачке (по две у нападачким зонама и 4 у неутралној зони) служе за извођење прекида (булија) у току утакмице, док се са плаве тачке која се налази на средини терена изводи почетни ударац на почетку сваког периода.

### Правила игре
Правила игре у Националној хокејашкој лиги се углавном поклапају са правилима која је поставила Међународна асоцијација хокеја на леду (ИИХФ). Након сваког прекршаја судија прекида игру и досуђује слободан ударац за екипу над којом је направљен прекршај. Мање разлике између две организације огледају се код офсајда, ајсинга и искључења.
Уколико пак који је играч упутио свом нападачу пређе у нападачку зону пре самог играча игра се прекида и свира се офсајд. Дакле екипа која напада не сме упутити пак у противничку зону уколико тамо већ нема неког од својих играча. Прекид услед офсајда се изводи у неутралној зони. Офсајд се не досуђује уколико је играч екипе која се брани сам вратио пак у зону свог тима. Такође према правилима НХЛ лиге не суди се офсајд позиција (уколико нападач није дирао пак и вратио се на своју половину), тј. не прекида се игра у датом моменту (за разлику од ИИХФ).
Ајсинг, или недозвољено испуцавање се досуђује када пак након директног додавања пређе преко две црвене линије. За разлику од међународних утакмица где се ајсинг суди аутоматски чим пак пређе другу линију, у НХЛ-у се суди такозвани touch-icing тј. када противнички играч (али не и голман) додирне пак који је прешао голманску линију. Након досуђеног ајсинга пак се додељује екипи која се бранила а були се изводи у зони екипе која је починила ајсинг.
Разлике између НХЛ и ИИХФ правила огледају се и код казни искључења играча. Наиме по правилима ИИХФ-а за сваки тежи прекршај играч се аутоматски искључује из игре без права повратка на терен, док се у НХЛ лиги играч искључује из игре на 5 минута. Током трајања казне екипа која је кажњена нема право да замени кажњеног играча, и игра са играчем мање у односу на противника. Код мањих казни од 2 или 4 мин играч се аутоматски враћа у игру ако се постигне погодак, док у случају казне од 5 мин нема повратка у игру док казна не истекне, без обзира на број постигнутих погодака.
Према договору између НХЛ лиге и синдиката играча од 5. септембра 2005. а у вези са борбом против допинга у спорту, сваки играч који је позитиван на недозвољена средства аутоматски се кажњава забраном играња у трајању од 20 утакмица. Уколико је и други налаз позитиван суспензија се продужава на 60 утакмица, а након трећег позитивног налаза следи доживотна суспензија.

## Структура хокејашке сезоне
Свака сезона НХЛ лиге подељена је на три дела: предсезона, лигашки део и доигравање (доигравање). Егзибициони део сезоне се своди на одигравање пријатељских и припремних утакмица широм света, обично током месеца септембра.

### Лигашки део сезоне
Током лигашког или регуларног дела сезоне 32 екипе су подељене у две конференције: Источну и Западну. Свака конференција је подељена на по две дивизије са по 8 екипа у свакој. У регуларном делу сезоне (са 32 тима) свака екипа одигра укупно 82 утакмице: 41 на домаћем терену и 41 као гост. Сваки тим одигра по 26 утакмица у оквиру дивизије којој припада (по 4 са пет ривала из дивизије и по 3 са преостала два клуба из дивизије) те још 24 утакмице против екипа из друге дивизије, а у оквиру исте конференције (по 3 утакмице са сваким). Преостале 32 утакмице су такозване „интерконференцијске утакмице“ које се играју против екипа из друге конференције - по један меч на домаћем терену и као гост.
| Дивизија                        | Распоред                                              | Укупно утакмица |
| ------------------------------- | ----------------------------------------------------- | --------------- |
| У оквиру дивизије               | 4 утакмице × 5 противника + 3 утакмице × 2 противника | 26              |
| Иста конференција, ван дивизије | 3 утакмице × 8 противника                             | 24              |
| Интер-конференција              | 2 утакмице × 16 противника                            | 32              |

Свака победа вреднује се са 2 бода, пораз након продужетака носи 1 бод, док пораз након 60 минута не доноси бодове. Екипа која је након лигашког дела такмичења остварила најбољи резултат добија „Председнички трофеј“.

### Елиминациони део сезоне
Доигравање се одржава од априла до почетка јуна и у њему учествује укупно 16 екипа, по 8 екипа из сваке конференције и то по 3 најбоља тима из сваке дивизије и по 2 екипе, од преосталих екипа, са највише бодова из сваке конференције. Парови се одређују на основу пласмана у регуларном делу сезоне у оквиру конференције. Тако су екипе које су најбоље у дивизијама аутоматски међу првих шест тимова, а седми и осми носилац постају две екипе, од преосталих, које имају највише бодова. У првом кругу доигравања (конференцијско четвртфинале) састаје се први са осмим, други са седмим, трећи са шестим и четврти са петим носиоцем. Игра се на 4 добијене утакмице (минимум 4, односно максимум 7 утакмица). На исти начин се одређују и парови за другу рунду, или конференцијско полуфинале.
Екипе које победе у финалним утакмицама по конференцијама стичу право играња у великом финалу, односно боре се за највреднији трофеј у НХЛ лиги - трофеј Стенли купа. Екипа која прва оствари 4 победе осваја титулу првака те сезоне.
Предност домаћег терена увек има екипа која је боље пласирана на листи носилаца. Прве две утакмице се играју на терену боље пласираног ривала у регуларном делу сезоне, те пета и евентуална седма утакмица.

### Меч свих звезда
Меч свих звезда или Ол-стар меч (енгл. National Hockey League All-Star Game) је егзибициона утакмица која се традиционално игра на средини лигашког дела сваке сезоне, почев од 1947. године. Имена екипа која су учествовала често су се мењала кроз историју. Од 1969. године игра се између екипа Истока (све звезде истока) и Запада (све звезде запада). Од сезоне 2010/11 имена екипа се одређују према капитенима тимова.
У својој 60 годишњој историји НХЛ ол-стар меч се није играо свега 6 пута, 1979 и 1987 због утакмица супер серије против екипа из Совјетског Савеза, 1995. и 2005. због локаута и 2006 и 2010 због поклапања са Зимским олимпијским играма. Најуспешнији играчи на ол-стар утакмицама били су Вејн Грецки и Марио Лемју. Грецки је учествовао укупно 17 пута и освојио 25 бодова (Лемју два бода мање на исто толико наступа).

### НХЛ драфт
НХЛ драфт (енгл. NHL Entry Draft) представља годишњи избор који се обично организује два до три месеца након завршетка сезоне, а на којем учествују све франшизе НХЛ лиге, и где се бирају нови играчи за наступајућу сезону. Играчи из Северне Америке који учествују на драфту морају бити аматери, старости између 18—20 година, док добна граница не постоји за играче из Европе. Једини услов за играче из Европе је да раније нису наступали у НХЛ-у. Право наступа на драфту имају и играчи који немају потписан уговор ни са једним клубом (слободни агенти; енгл. Free agents).
Први драфт је одржан 1963. године и од тада се традиционално одржава сваке године. На основу процена хокејашких стручњака одређује се позиција сваког играча на драфту (пик на драфту). Екипе које су у претходној НХЛ сезони завршиле на дну табеле имају предност при избору играча на драфту.
Неки од најпознатијих играча који су својевремено били први пик на драфту су Марио Лемју (1984), Матс Сундин (1989), Ед Јовановски (1994), Џо Торнтон (1997), Иља Коваљчук (2001), Александар Овечкин (2004), Сидни Крозби (2005) и Стивен Стамкос (2008).

### Асоцијација играча
Удружење играча НХЛ лиге или скраћено НХЛПА (енгл. National Hockey League Players' Association; NHLPA) представља синдикалну организацију професионалних хокејаша који играју у 30 клубова НХЛ лиге. Циљ синдиката је да заступа права хокејаша у оквиру борда лиге, те да потписује у име играча колективне уговоре. Основана је у јуну 1967. године, а њен први председник је био Боб Палфорд. Седиште синдиката је у Торонту (Канада). Сваки од 30 тимова лиге има свог представника у управном одбору асоцијације.
Од 1971. године NHLPA традиционално додељује награду Тед Линдзи за најбољег хокејаша сезоне по избору самих играча.

## Клубови
Национална хокејашка лига је основана 1917. од pp. 4 канадска
тима, а период од 1942. до 1947. је доба познато као "Велика шесторка". Кроз историју многи тимови су се прикључивали такмичењу, неки су се селили из једног града у други, а неки су пак престали да постоје. Данас лигу чини 30 клубова, од којих је 23 из САД а 7 из Канаде.
Убедљиво најуспешнија франшиза лиге су Монтреал канадијанси који су освојили укупно 24 трофеја Стенли купа (23 као чланови НХЛ, а 1 у оквиру НХА асоцијације). Други тим по успешности такође је из Канаде. Реч је о Торонто мејпл лифсима који у својим витринама имају 13 трофеја, али последњи су освојили давне 1967. године. Најуспешнија америчка франшиза су Детроит ред вингси са 11 титула првака. Најдуже победничке серије имају Канадијанси са 5 титула у низу (од 1955 до 1960) и Ајландерси (између 1980 и 1983). Екипа Канадијанса је такође поновила победнички низ са 4 узастопне титуле у периоду између 1976—79, а тим из тог периода су спортски новинари телевизије ESPN прогласили другим најбољим у историји професионалног спорта.
| Дивизија                  | Клуб                                       | Град                           | Дворана                 | Основан              | у НХЛ                |
| Источна конференција      | Источна конференција                       | Источна конференција           | Источна конференција    | Источна конференција | Источна конференција |
| ------------------------- | ------------------------------------------ | ------------------------------ | ----------------------- | -------------------- | -------------------- |
| Атлантска Atlantic        | Бостон бруинси Boston Bruins               | Бостон (Масачусетс)            | ТД гарден               | 1924                 | 1924                 |
| Атлантска Atlantic        | Бафало сејберси Buffalo Sabres             | Буфало (Њујорк)                | КиБенк центар           | 1970                 | 1970                 |
| Атлантска Atlantic        | Детроит ред вингси Detroit Red Wings       | Детроит (Мичиген)              | Литл Сизар Арена        | 1926                 | 1926                 |
| Атлантска Atlantic        | Флорида пантерси Florida Panthers          | Санрајз (Флорида)              | ББ&Т центар             | 1993                 | 1993                 |
| Атлантска Atlantic        | Монтреал канадијанси Canadiens de Montréal | Монтреал (Кебек)               | Бел центар              | 1909                 | 1917                 |
| Атлантска Atlantic        | Отава сенаторси Ottawa Senators            | Отава (Онтарио)                | Кенедијан тајер центар  | 1992                 | 1992                 |
| Атлантска Atlantic        | Тампа беј лајтнингси Tampa Bay Lightning   | Тампа (Флорида)                | Амали арена             | 1992                 | 1992                 |
| Атлантска Atlantic        | Торонто мејпл лифси Toronto Maple Leafs    | Торонто (Онтарио)              | Скошабанк арена         | 1917                 | 1917                 |
| Метрополитен Metropolitan | Каролина харикенси Carolina Hurricanes     | Рали (Северна Каролина)        | ПНЦ центар              | 1972                 | 1979                 |
| Метрополитен Metropolitan | Коламбус блу џакетси Columbus Blue Jackets | Коламбус (Охајо)               | Нејшонвајд арена        | 2000                 | 2000                 |
| Метрополитен Metropolitan | Њу Џерзи девилси New Jersey Devils         | Њуарк (Њу Џерзи)               | Пруденшал центар        | 1974                 | 1974                 |
| Метрополитен Metropolitan | Њујорк ајландерси New York Islanders       | Њујорк (Њујорк)                | УБС арена               | 1972                 | 1972                 |
| Метрополитен Metropolitan | Њујорк ренџерси New York Rangers           | Њујорк (Њујорк)                | Медисон сквер гарден    | 1926                 | 1926                 |
| Метрополитен Metropolitan | Филаделфија флајерси Philadelphia Flyers   | Филаделфија (Пенсилванија)     | Велс Фарго центар       | 1967                 | 1967                 |
| Метрополитен Metropolitan | Питсбург пенгвинси Pittsburgh Penguins     | Питсбург (Пенсилванија)        | ППГ пејнтс арена        | 1967                 | 1967                 |
| Метрополитен Metropolitan | Вашингтон капиталси Washington Capitals    | Вашингтон (Округ Колумбија)    | Кепитал ван арена       | 1974                 | 1974                 |
| Западна конференција      |                                            |                                |                         |                      |                      |
| Централна Central         | Јута НХЛ тим Utah NHL team                 | Солт Лејк Сити (Јута)          | Делта центар            | 2024                 | 2024                 |
| Централна Central         | Винипег џетси Winnipeg Jets                | Винипег (Манитоба)             | Канада лајф центар      | 1999*                | 1999*                |
| Централна Central         | Далас старси Dallas Stars                  | Далас (Тексас)                 | Американ ерлајнс центар | 1967*                | 1967*                |
| Централна Central         | Колорадо авеланчи Colorado Avalanche       | Денвер (Колорадо)              | Бол Арена               | 1972                 | 1979                 |
| Централна Central         | Минесота вајлдси Minnesota Wild            | Сент Пол (Минесота)            | Ексел енерџи центар     | 2000                 | 2000                 |
| Централна Central         | Нешвил предаторси Nashville Predators      | Нешвил (Тенеси)                | Бриџстон арена          | 1998                 | 1998                 |
| Централна Central         | Сент Луис блуз St. Louis Blues             | Сент Луис (Мисури)             | Ентерпрајз центар       | 1967                 | 1967                 |
| Централна Central         | Чикаго блекхокси Chicago Blackhawks        | Чикаго (Илиноис)               | Јунајтед центар         | 1926                 | 1926                 |
| Пацифик Pacific           | Анахајм дакси Anaheim Ducks                | Анахајм (Калифорнија)          | Хонда центар            | 1993                 | 1993                 |
| Пацифик Pacific           | Ванкувер канакси Vancouver Canucks         | Ванкувер (Британска Колумбија) | Роџерс арена            | 1945                 | 1970                 |
| Пацифик Pacific           | Едмонтон ојлерси Edmonton Oilers           | Едмонтон (Алберта)             | Роџерс плејс            | 1972                 | 1979                 |
| Пацифик Pacific           | Калгари флејмси Calgary Flames             | Калгари (Алберта)              | Скошабанк Седлдом       | 1972*                | 1972*                |
| Пацифик Pacific           | Лос Анђелес кингси Los Angeles Kings       | Лос Анђелес (Калифорнија)      | Стејплс центар          | 1967                 | 1967                 |
| Пацифик Pacific           | Сан Хозе шаркси San Jose Sharks            | Сан Хозе (Калифорнија)         | САП центар              | 1991                 | 1991                 |
| Пацифик Pacific           | Сијетл кракен Seattle Kraken               | Сијетл (Вашингтон)             | Клајмет плеџ арена      | 2021                 | 2021                 |
| Пацифик Pacific           | Вегас голден најтси Vegas Golden Knights   | Лас Вегас (Невада)             | Ти-мобајл арена         | 2017                 | 2017                 |

### Угашени и пресељени тимови
У досадашњој НХЛ историји укупно 19 тимова је или угашено или пресељено. Први тим који је расформиран били су Монтреал вондерерси 1918. године, а разлог је била немогућност да се обезбеди довољан број играча. Први клуб који се преселио у други град био је Кебек Атлетик клуб који се 1920. преселио у град Хамилтон у Онтарију (Хамилтон тајгерси). До пресељења је дошло након што је тадашњи директор лиге Френк Калдер одузео франжизу од њеног власника Мајка Квина и продао је једној компанији чије је седиште било у Хамилтону. Три клуба су расформирана током „Велике депресије“ а били су то Филаделфија квакерси (некадашњи Питсбург пајратси), Сент Луис иглси и Монтреал марунси. Почетком 1940-их и њујоршки Америкенси су запали у велику финансијску кризу која је довела до повлачења у сезони 1942/43, а касније и до потпуног гашења клуба (почетком 1946).
Од екипа које су до 1979. постале делови НХЛ, 4 су промениле место боравка. Окленд силси су прешли у Кливленд (Кливленд барунси су се касније преселили у Минесоту), Кебек нордикси су постали Колорадо аваланчи 1995, Винипег џетси су прешли у Финикс 1996 док је екипа Хартфорд вилерса 1997. постала Каролина харикенси.
Током доигравања у сезони 2010/11 франшиза Атланта трешерса је продата компанији „True North Sports and Entertainment“ која је одлучила да екипу пресели у канадски Винипег од сезоне 2011/12. и да врати старо име клуба Винипег џетси.
У априлу 2024. године власник Аризона којотса је продао сву имовину везану за хокеј новим власницима, који су покренули нову франшизу у Солт Лејк Ситију, али је задржао право на име и лого Којотса, као и могућност да реактивира франшизу до 2029. године.

## Трофеји и награде
| Монтреал канадијанси                          | 24* |
| Торонто мејпл лифси                           | 13  |
| Детроит ред вингси                            | 11  |
| Бостон бруинси                                | 6   |
| Чикаго блекхокси                              | 6   |
| Едмонтон ојлерси                              | 5   |
| Питсбург пенгвинси                            | 5   |
| Њујорк ајландерси                             | 4   |
| Њујорк ренџерси                               | 4   |
| Колорадо авеланчи                             | 3   |
| Њу Џерзи девилси                              | 3   |
| Тампа беј лајтнингси                          | 3   |
| Филаделфија флајерси                          | 2   |
| Лос Анђелес кингси                            | 2   |
| Флорида пантерси                              | 2   |
| Анахајм дакси                                 | 1   |
| Калгари флејмси                               | 1   |
| Каролина харикенси                            | 1   |
| Далас старси                                  | 1   |
| Сент Луис блуз                                | 1   |
| Вегас голден најтси                           | 1   |
| Вашингтон кепитолс                            | 1   |
| * Освојили један шампионат пре оснивања НХЛ-а |     |

Током сваке хокејашке сезоне управа лиге додељује већи број трофеја и награда заслужним екипама и појединцима. Свакако највреднији од њих је пехар Стенли купа који се додељује најуспешнијој екипи у текућој сезони. Екипа која након лигашког дела такмичења освоји највише бодова осваја Председнички трофеј. И играчима се појединачно додељују многобројна признања на основу одређених статистичких показатеља током сезоне. Највреднији је Арт Рос трофеј који се додељује најкориснијем играчу (највише освојених бодова) лигашког дела сезоне. Најбољи стрелац добија Трофеј Морис Ришар а голмани екипе која је имала најмање примљених погодака током сезоне добијају Џенингсов трофеј.
Добитници свих осталих индивидуалних трофеја се бирају путем гласања спортских новинара или менаџера клубова, а награде се обично додељују током јуна месеца, након што се оконча доигравање серија. Најпрестижнија индивидуална награда је Хартов трофеј (енгл. Hart Memorial Trophy) а који се додељује најкориснијем играчу током целе сезоне (MVP - Most Valuable Player) по мишљењу професионалних хокејашких спортских новинара. Најбољи голман током целе сезоне добија Трофеј Везина, а најбољи одбрамбени играч Норисов трофеј, најбољи дебитант (или „руки“) добија Колдеров пехар, док се као награда за фер-плеј додељује трофеј Леди Бинг. Најкориснији играч током доигравање серије постаје власник награде Кон Смајт. Избор најбољег тренера сезоне одвија се путем гласањем свих чланова „НХЛ ТВ мреже“ (енгл. National Hockey League Broadcasters Association) а најбољи тренер добија признање у виду трофеја Џек Адамс. НХЛ лига објављује по три номинована у свакој категорији пар дана пре доделе награда, док се добитници сваке од награда објављују на самој церемонији доделе награда.
Најбољи играчи, тренери, менаџери у хокеју на леду који су имали веома успешне каријере, могу да се кандидују за улазак у такозвану „Хокејашку кућу славних“ (енгл. Hockey Hall of Fame). Правило је да сваки играч тек након три године по окончању каријере може бити примљен у кућу славних. Дешавало се чак и да су се поједини играчи попут Горди Хоуа и Марија Лемјуа враћали активном игрању након добијања овог великог признања. Уколико је играч по проценама стручњака имао заиста фасцинантну каријеру, онда он аутоматски постаје члан „Куће славних“, а свега 10 играча је до сада доживело ту привилегију. Последњи играч коме је указана та част био је Вејн Грецки 1999. године.